# Lucha Libre World Cup (2016)
Lucha Libre World Cup (2016) es un torneo de lucha libre profesional de la segunda edición, fue organizado por la promoción mexicana Asistencia Asesoría y Administración (AAA) con el respaldo financiero de la compañía cervecera Grupo Modelo, con Cerveza Victoria como el patrocinador oficial. El torneo incluirá varios equipos de tres luchadores, referidos como tríos en la lucha libre mexicana, dos de los cuales representarán a la AAA, otro equipo ajeno a la AAA representará a México y también tendrán representación Total Nonstop Action, Ring of Honor, All Japan Pro Wrestling y Pro Wrestling NOAH, así como un "equipo internacional". El torneo se anunció originalmente como "Copa Victoria", pero más tarde fue renombrado como "Lucha Libre World Cup".
Fue el último PPV bajo el nombre de "Asistencia Asesoría y Administración".

## Mecánica
El vicepresidente de AAA Dorian Roldán explicó en un vídeo subido al perfil oficial de YouTube de la compañía que los combates estarían estructurados en cuartos de final, semifinales y final, más un enfrentamiento extra para determinar al tercer clasificado. Serán combates por tríos con una duración máxima de 15 minutos. En caso de expirar el tiempo sin que se determine un grupo ganador, cada equipo seleccionará un miembro y los dos elegidos se enfrentarán en una muerte súbita de 5 minutos, que se continuará repitiendo con distintos luchadores si continúa sin haber ganador.

## Equipos participantes
| Equipo               | Miembros           |
| -------------------- | ------------------ |
| AAA                  | Pentagón Jr.       |
| AAA                  | El Texano Jr.      |
| AAA                  | Psycho Clown       |
| MexLeyendas          | Canek              |
| MexLeyendas          | La Parka           |
| MexLeyendas          | Blue Demon Jr.     |
| México International | Rey Mysterio Jr.   |
| México International | Dr. Wagner Jr.     |
| México International | Dragon Azteca Jr.  |
| TNA                  | Ethan Carter III   |
| TNA                  | Tyrus              |
| TNA                  | Eli Drake          |
| Lucha Underground    | Chavo Guerrero Jr. |
| Lucha Underground    | Brian Cage         |
| Lucha Underground    | Johnny Mundo       |
| NOAH                 | Taiji Ishimori     |
| NOAH                 | Naomichi Marufuji  |
| NOAH                 | Maybach Taniguchi  |
| Ōdō y Zero1          | Masato Tanaka      |
| Ōdō y Zero1          | Akebono            |
| Ōdō y Zero1          | Ikuto Hidaka       |
| Resto del Mundo      | Mil Muertes        |
| Resto del Mundo      | Rockstar Spud      |
| Resto del Mundo      | Apollo             |

División Femenina
| Equipo         | Miembros            |
| -------------- | ------------------- |
| México         | Faby Apache         |
| México         | Mari Apache         |
| México         | Lady Apache         |
| Japón          | Aja Kong            |
| Japón          | Yuki Miyazaki       |
| Japón          | Sumire Natsu        |
| Canadá         | Taya                |
| Canadá         | Allie               |
| Canadá         | KC Spinelli         |
| Estados Unidos | Santana Garrett     |
| Estados Unidos | Cheerleader Melissa |
| Estados Unidos | Sienna              |

## Resultados

### División Masculina
|  | Cuartos de final  | Cuartos de final  |                   |                  | Semifinales  | Semifinales  |  |  | Final | Final |
|  |                   |                   |                   |                  |              |              |  |  |       |       |
|  |                   |                   |                   |                  |              |              |  |  |       |       |
|  |                   |                   |                   |                  |              |              |  |  |       |       |
|  | AAA               | Pin               |                   |                  |              |              |  |  |       |       |
|  | AAA               | Pin               |                   |                  |              |              |  |  |       |       |
|  | Ōdō y Zero1       |                   |                   |                  |              |              |  |  |       |       |
|  | AAA               | Pin               |                   |                  |              |              |  |  |       |       |
|  | AAA               | Pin               |                   |                  |              |              |  |  |       |       |
|  |                   | NOAH              |                   |                  |              |              |  |  |       |       |
|  | NOAH              | Pin               |                   |                  |              |              |  |  |       |       |
|  | NOAH              | Pin               |                   |                  |              |              |  |  |       |       |
|  | Resto del Mundo   |                   |                   |                  |              |              |  |  |       |       |
|  | AAA               |                   |                   |                  |              |              |  |  |       |       |
|  |                   |                   |                   |                  |              |              |  |  |       |       |
|  |                   | Lucha Underground | Pin               |                  |              |              |  |  |       |       |
|  | MexLeyendas       | Lucha Underground | Pin               |                  |              |              |  |  |       |       |
|  |                   |                   |                   |                  |              |              |  |  |       |       |
|  | Lucha Underground | Pin               |                   |                  |              |              |  |  |       |       |
|  | Lucha Underground | Pin               | Lucha Underground | Pin              | Tercer lugar | Tercer lugar |  |  |       |       |
|  |                   |                   | Lucha Underground | Pin              |              |              |  |  |       |       |
|  |                   | MexInternacional  |                   |                  |              |              |  |  |       |       |
|  | MexInternacional  | Pin               | NOAH              |                  |              |              |  |  |       |       |
|  | MexInternacional  | Pin               | NOAH              |                  |              |              |  |  |       |       |
|  | TNA               |                   |                   | MexInternacional | Pin          |              |  |  |       |       |
|  | TNA               |                   |                   | MexInternacional | Pin          |              |  |  |       |       |
|  |                   |                   |                   |                  |              |              |  |  |       |       |
|  |                   |                   |                   |                  |              |              |  |  |       |       |

### División Femenina
|  | Semifinales    | Semifinales |       |  | Final          | Final        |  |
|  |                |             |       |  |                |              |  |
|  |                |             |       |  |                |              |  |
|  | México         | Pin         |       |  |                |              |  |
|  | México         | Pin         |       |  |                |              |  |
|  | Estados Unidos |             |       |  |                |              |  |
|  |                | México      | Pin   |  |                |              |  |
|  |                |             | Pin   |  |                |              |  |
|  |                |             | Japón |  |                |              |  |
|  | Japón          | Pin         |       |  |                |              |  |
|  | Japón          | Pin         |       |  |                |              |  |
|  | Canadá         |             |       |  | Tercer lugar   | Tercer lugar |  |
|  | Canadá         |             |       |  | Tercer lugar   | Tercer lugar |  |
|  |                |             |       |  |                |              |  |
|  |                |             |       |  | Estados Unidos |              |  |
|  |                |             |       |  |                |              |  |
|  |                |             |       |  | Canadá         | Pin          |  |
|  |                |             |       |  | Canadá         | Pin          |  |
|  |                |             |       |  |                |              |  |